# Foka Pokotilo
Foca (Homa) Pokotilo (în ucraineană Фока Покотило) (n.? - d. 1574) a fost un ataman al Siciului Zaporojean (1574). 
A făcut prima călătorie pe mare în 1572. Doi ani mai târziu era cunoscut deja sub numele de ataman. În timpul campaniei din Moldova hatmanul Ivan Svîrhovskîi (Swierczewski) i-a dat misiunea de a împiedica participarea flotei turcești la război. Pokotilo a coborât de la granița Poloniei pe Nistru cu 600 de cazaci îmbarcați în 25 de luntre.
Atamanul a făcut o incursiune în orașele dunărene și a distrus garnizoanele turcești de la Ismail, Chilia și Cetatea Albă. Această campanie a fost o demonstrație remarcabilă a artei militare căzăcești. Dar sultanul Selim al II-lea a trimis o flotă otomană imensă pentru a lupta împotriva cazacilor. S-a dat o bătălie grea la gurile Dunării, iar cazacii au luptat cu curaj și au murit cu toții, inclusiv atamanul Pokotilo.